# We Are The Future Live
SuperM: We Are the Future Live es la primera gira mundial de SuperM para promocionar su álbum debut. La gira fue anunciada oficialmente el 2 de octubre de 2019 y las ventas de entradas iniciaron tres días después. El tour comenzó como una gira norteamericana el 11 de noviembre de 2019 en Fort Worth. Su extensión como gira mundial comenzó el 9 de febrero de 2020 en América Latina, Europa y Asia.

## Fechas
| Fecha                       | Ciudad                      | País                        | Recinto                     | Asistencia                  | Recaudación                 |                             |                             |
| Etapa I – América del Norte | Etapa I – América del Norte | Etapa I – América del Norte | Etapa I – América del Norte | Etapa I – América del Norte | Etapa I – América del Norte | Etapa I – América del Norte | Etapa I – América del Norte |
| --------------------------- | --------------------------- | --------------------------- | --------------------------- | --------------------------- | --------------------------- | --------------------------- | --------------------------- |
| 11 de noviembre de 2019     | Fort Worth                  | Estados Unidos              | Dickies Arena               | –                           | –                           |                             |                             |
| 13 de noviembre de 2019     | Chicago                     | Estados Unidos              | United Center               | –                           | –                           |                             |                             |
| 15 de noviembre de 2019     | Duluth                      | Estados Unidos              | Infinite Energy Center      | –                           | –                           |                             |                             |
| 17 de noviembre de 2019     | Fairfax                     | Estados Unidos              | EagleBank Arena             | –                           | –                           |                             |                             |
| 19 de noviembre de 2019     | Ciudad de Nueva York        | Estados Unidos              | Madison Square Garden       | –                           | –                           |                             |                             |
| 30 de enero de 2020         | San Diego                   | Estados Unidos              | Viejas Arena                | –                           | –                           |                             |                             |
| 1 de febrero de 2020        | Inglewood                   | Estados Unidos              | The Forum                   | –                           | –                           |                             |                             |
| 2 de febrero de 2020        | San José                    | Estados Unidos              | SAP Center                  | –                           | –                           |                             |                             |
| 4 de febrero de 2020        | Kent                        | Estados Unidos              | accesso ShoWare Center      | –                           | –                           |                             |                             |
| 6 de febrero de 2020        | Vancouver                   | Canadá                      | Rogers Arena                | –                           | –                           |                             |                             |
| Etapa II – América Latina   |                             |                             |                             |                             |                             |                             |                             |
| 9 de febrero de 2020        | Ciudad de México            | México                      | Arena Ciudad de México      | –                           | –                           |                             |                             |
| Etapa III – Europa          |                             |                             |                             |                             |                             |                             |                             |
| 26 de febrero de 2020       | París                       | France                      | AccorHotels Arena           | –                           | –                           |                             |                             |
| 28 de febrero de 2020       | Londres                     | Reino Unido                 | The O2 Arena                | –                           | –                           |                             |                             |
| Etapa IV – Asia             |                             |                             |                             |                             |                             |                             |                             |
| 23 de abril de 2020         | Tokio                       | Japón                       | Domo de Tokio               | –                           | –                           |                             |                             |